# Xbox 360
Xbox 360 je druga po redu igraća konzola američke tvrtke Microsoft, a od prve (Xbox) hardverski je jača čak 10 puta. Microsoft je počeo s prodajom Xbox 360 u SAD-u 22. studenog 2005, a uskoro nakon toga Xbox 360 stigao je u Europu, no ne i u Hrvatsku gdje se ne prodaje službeno, već je dostupan samo putem privatnih uvoznika. Ukupno je prodano oko 84 milijuna primjeraka konzole diljem svijeta od izlaska 2005. godine.

## Specifikacije
- IBM PowerPC procesor (kodno ime Xenon) s 3 simetrične jezgre, pri taktu od 3.2 GHz, te s 1 MB L2 cachea
- ATI grafički procesor (kodno ime Xenos), s radnim taktom od 500MHz, te s 10MB ugrađenim DRAM-om
- Tvrdi disk (dostupan u raznim veličinama; izmjenjiv)
- 512MB GDDR3 RAM memorije na 700MHz
- 12x DVD ROM
- 3x USB 2.0 ulaza (5 na Slim modelu)
- 1x HDMI sučelje (u svim modelima osim Core modela)
- Bežična podrška (u svim modelima od 2010.)
- Sve igre su podržane u 16:9 formatu, te rezoluciji 720p i 1080i
- 22.4 GB/s širina memorijskog sučelja sabirnice
- 256 GB/s memorijske propusnosti prema ugrađenom DRAM-u
- 21.6 GB/s prednja sabirnica
- 500 milijuna poligona po sekundi

Prvi Xbox je koristio Intelov Pentium III, no u Xboxu 360 se nalazi IBM-ov PowerPC procesor koji radi pri taktu od 3.2 GHz. Promjena korištene arhitekture se pripisuje ograničenom vremenu razvoja prvog Xboxa, zbog čega je korištena klasična x86 PC arhitektura. Za grafiku je korišten grafički procesor tvrtke ATI i različit je po tome što je prvi grafički procesor koji je uveo objedinjene pikselne i linijske osjenjivače. Na samom procesoru se nalazi 10 MB video memorije koja zbog velike propusnosti omogućava 4x anti-aliasing i Z-buffer proračune bez pada brzine izvođenja grafičkih operacija. Xbox 360 ima 512 MB dijeljene sistemske memorije između grafičkog i glavnog procesora što ima utjecaja na usporavanje rada sustava, osobito u intenzivnijim igrama. Microsoft je proizvodio konzolu od dijelova ostalih proizvođača, ali većina specifikacije je u vlasništvu Microsofta (za razliku od prethodne generacije) što im je omogućilo bolju kontrolu troškova proizvodnje.

## Inačice
Od početka proizvodnje u 2005. do kraja u 2016. na tržištu su se pojavile tri inačice konzole: prva ili "Fat" (izložena RROD grešci), "Slim" (dolazi s podrškom za WLAN i Kinect; manje dimenzije) i "Model E" (redizajniran kako bi bio sličniji Xbox One). Sve tri verzije imaju jednak hardver te se razlikuju tek u dodacima koji se prodaju uz njih ili manjim hardverskim promjenama, među kojima je kapacitet tvrdog diska vjerojatno najvažniji (od 4 GB do 320 GB).

### Slim serija

###### 250 GB
Ovo je prvi Xbox 360 Slim model, dolazi s 250 GB tvrdog diska i sjajno crne je boje. S isporukom u SAD-u je počeo isti dan kada je i predstavljen (14. lipnja 2010.). U Europi je počeo s prodajom tek 16. srpnja 2010. Nakon početka prodaje Xbox 360 250 GB model zamijenio je Xbox 360 Elite, a samim tim spustio cijenu tog modela.
U kolovozu 2011. Microsoft je najavio da će prestati s izradom modela sa sjajnom crnom bojom i početi proizvoditi modele s mat obradom.

###### 4 GB
Drugi Xbox 360 model Slim serije dolazi s 4 GB unutarnje memorije i ima crno kućište s mat obradom, kao i 250 GB model. Xbox 360 4GB pušten je u prodaju 3. kolovoza 2010. u SAD-u i 20. kolovoza 2010. u Europi. Zamijenio je Xbox 360 Arcade model i zauzeo njegov cjenovni rang.

###### 320 GB (ograničena serija)
U lipnju 2011. Microsoft je najavio novi model Xbox 360 Slim serije zvan "Limited Collector's Edition" koji je trebao izaći na tržište zajedno s Gears of War 3. Taj isti model je bio dostupan uz prilagođenu mat obradu. Drugi 320 GB ograničeni modeli pojavili su se uskoro nakon toga, poput Halo 4 i Call of Duty: Modern Warfare 3 izdanja koji su izlazili na tržište zajedno s primjerkom igrice.

## Hardverski problemi
Zbog većeg broja razloga, Xbox 360 je pretrpio nekoliko hardverskih problema koji se rješavaju manjim hardverskim revizijama koje zamjenjuju starije konzole, bilo putem prodaje ili zamjene pokvarenih konzola novima. Najpoznatija takva promjena je bila prelazak na "Falcon" matične ploče, koje su mnogo pouzdanije i tiše. 
- Jedan od velikih problema konzole je bučan DVD čitač.
- Zbog ubrzanog izbacivanja na tržište, konzole su se prekomjerno zagrijale i najčešće zakazale. Velik broj konzola na tržištu je zakazao zbog ozloglašene "Red Ring of Death" greške.
- Xbox 360 nema ugrađeno napajanje kao druge konzole, nego vanjski adapter koji je stvorio dodatne probleme brojnim korisnicima jer se zagrijavao, pa ga je trebalo stavljati na dobro prozračena mjesta.
- Jesenska softverska nadogradnja 2007. (koja je donijela podršku za 1080p i HD DVD pogon) je brojnim vlasnicima uništila konzolu što je izazvalo burne reakcije medija i vlasnika konzola.

Službena izjava Microsofta je da samo 3-5% proizvedenih konzola pate od gore navedenih problema. Iako je danas većina problema riješena, korisnici se često bune na lošu sistemsku podršku i buku DVD pogona, kao i na grijanje konzole. Najčešća manifestacija sistemskih problema je RROD (Red Ring Of Death, eng. crveni krug smrti), indikator općenite sistemske greške koji se prikazuje kroz četiri LED diode na prednjem dijelu konzole, u crvenoj boji.

## Softverske značajke
Sučelje za upravljanje konzolom se zove Xbox Dashboard i on je ujedno i temeljni operativni sustav na konzoli. Iz njega se pristupa svim mogućnostima konzole i Xbox Live-u. Operativni sustav se automatski ažurira najnovijim inačicama preko Xbox Live usluge i uvijek donosi nove mogućnosti i popravke starijih propusta i grešaka. Tako je npr. omogućena podrška za 1080p i HD DVD optički pogon. Xbox 360 može pokretati i igre sa svog prethodnika, ali zbog drugačijih arhitektura procesora i grafičkih procesora na konzolama, Xbox 360 mora imitirati (emulirati) hardver svog prethodnika. Jedini problem kod ovakvog rješenja je što se konzola za vrijeme imitacije znatno više grije, čime je smanjena stabilnost u radu. Popis podržanih Xbox igara je dostupan na službenoj stranici.
Microsoft je izdao dva značajna ažuriranja za Xbox 360 sučelje. Jedno 19. studenog 2008. (New Xbox Experience), a drugo 6. prosinca 2011. ("Metro" sučelje). NXE donosi dizajn sučelja koji liči Zune sučelju, dok "Metro" sučelje sliči onome na Windows uređajima, te je posljednje.

## Multimedija i igre
Xbox 360 donosi podršku za DVD filmove, a s tvrdim diskom otvaraju se mnoge nove mogućnosti kao skidanje digitalnih i demoverzija igara te njihov dodatni sadržaj. Sve igre za Xbox 360 konzolu moraju obavezno biti HD razlučivosti (minimalno 720p). Trenutačno je za konzolu dostupno 1222 igara, od kojih je najprodavanija Kinect Adventures koja je prodana u 24 milijuna primjeraka. Sve igre dolaze na dvoslojnim DVD diskovima. Nakon što je HD-DVD izgubio bitku za prevladavajući medij visoke rezolucije od Blue-ray diska dodatni HD-DVD pogon se više ne proizvodi, a nakon toga se prodavao tek u rijetkim dućanima po cijeni od 99$.
Xbox 360 također ima mogućnost spajanja na lokalnu mrežu ili izravno u računalo i s njega preuzimati fotografije, glazbu i video sadržaj, ali i prenositi taj isti sadržaj. Podržano je mnogo glazbenih i video formata, čak i DivX i XviD, među ostalima.

## Xbox Live

### Općenito
Xbox Live je Microsoftova vlastita internet usluga trenutačno dostupna na Xbox 360, Xbox One i u ograničenom obliku za PC korisnike (nekad je bio dostupan i na Xboxu). Sastoji se od Xbox Live Arcade, Xbox Live Marketplace i Xbox Live Video Marketplace (zamijenjen u 2015. s Groove Music i Movies & TV). Xbox Live Arcade je posebna usluga preko kojeg se mogu kupiti i igrati klasične igre (platformske, kartaške, logičke, itd.) kao i najnovije inačice starijih, jako popularnih igara. Xbox Live Marketplace je usluga preko koje se mogu kupiti digitalne verzije igara, pozadine za sučelje, slike za korisničku karticu (Gamercard), dodatni sadržaj za igre (DLC), poput pjesama, nivoa ili predmeta u samim igrama. Groove Music je Microsoftov glazbeni servis poput Deezer-a i Spotify-a, dok je Movies & TV Microsoftov servis za kupnju filmova i serija (trenutno su dostupni na iOS, Android i Windows uređajima te Xbox 360 i Xbox One konzolama).
Postoje dva načina pretplate na Xbox Live: Gold pretplata s cijenom (u SAD-u) od 49.99$ i besplatna Silver pretplata. Usluge su identične, samo što Gold pretplatnici dobivaju posebne pogodnosti pri kupnji na Xbox Live Marketplace i dobivaju pristup mrežnoj igri (multiplayer). Sve novčane transakcije putem Xbox Live servisa se plaćaju PayPalom, bonovima i kreditnom karticom.

### Dostupnost
Xbox Live dostupan je u brojnim zemljama svijeta dok u Hrvatskoj nije. Iako se vlasnik konzole u Hrvatskoj može registrirati na Xbox Live, ne može izabrati Hrvatsku kao mjesto stanovanja već neku drugu državu. Microsoft je jednom izjavio da će ukidati sve korisničke račune za ovu uslugu čija IP adresa ne odgovara registriranom mjestu stanovanja, jer ti korisnici krše autorska prava kao npr. za pristup audio i video sadržaju koji još nije dostupan preko ovlaštenih distributera u vlastitoj zemlji, iako još niti jedan takav slučaj u Hrvatskoj nije prijavljen. Jedan od glavnih razloga nedostupnosti u Hrvatskoj smatra se visoka stopa piratstva.

## Dodaci
Korisnici imaju mogućnost kupiti velik broj dodataka za Xbox 360, koji variraju od službenih tvrdih diskova, kamera, slušalica, upravljača i punjača, do neslužbenih daljinskih upravljača, različitih adaptera i upravljača poput popularnih glazbenih instrumenata korištenih u igrama Guitar Hero i Rock Band ili portala u igrama Skylanders, Disney Infinity i Lego Dimensions. 
Najprodavaniji dodatak za Xbox 360 je Kinect. Kinect je senzor koji prati pokret igrača (poput Nintendove Wii konzole, ali bez upravljača). Kinect je izašao na tržište 4. studenog 2010. (u SAD). Prije Kinecta Xbox 360 nije imao mogućnost upravljanja pokretom poput Nintendove Wii konzole, ali je imao uređaj koji je imao svrhu identičnu web kameri (Xbox Live Vision Camera).

## Vanjske poveznice
- Xbox 360 support